# Дикий виноград п'ятилистий
{{#ifeq:0|0|{{#if:|{{#if:Parthenocissusquinquefolia|[[]}}|}}}}
Дикий виноград п'ятилистий (Parthenocíssus quinquefolia) — північноамериканська деревоподібна листопадна ліана роду дівочий виноград родини виноградові.

## Дослідження
Думки світової наукової спільноти щодо біологічних особливостей і таксономічного положення P. inserta різнились протягом тривалого періоду. За даними авторитетних базданих (Royal Botanic Gardens, Kew і ін.), вид P. inserta є синонімом виду P. quinquefolia [209]. У роботі J.C. David (2010) відзначається, що дослідники Richardson (1997) та Sell & Murrell (2009) вважали не припустимою приналежність виду P. inserta до роду Parthenocissus і помилково синонімізували його із разюче різним та тропічним за походженням Cissus
verticillata (L.) Jarvis [162, 205, 210]. В базі даних «The Plant List» вказується близько семи синонімів щодо назви даного виду, зокрема Ampelopsis quinquefolia var. vitacea Knerr., Parthenocissus inserta f. inserta, Parthenocissus quinquefolia var. vitacea (Knerr.) L.H. Bailey, Parthenocissus vitacea (Knerr.) Hitchc., Psedera vitacea (Knerr.) Greene, Vitis inserta A.Kern., Vitis vitacea (Knerr.) Bean. [218]. У своїй праці, James S. Pringle (2010) ґрунтовно дослідив питання видової назви цих рослин, прослідкувавши динаміку її зміни у розрізі часу і висвітливши найбільш значимі праці дослідників стосовно даної проблеми, обґрунтувавши таким
чином застосування назви P. inserta до даного виду як найбільш правильної і точної. За його словами, довготривалій плутанині щодо видової назви цих рослин слугував цілий ряд причин. Серед найбільш виражених можна вважати невизначеність серед світового ботанічного загалу в дотриманні тих чи інших правил при наданні видової назви через конкуруючі коди номенклатури, які пропонувались на початку XX ст. Крім того, довгий час тривали суперечки щодо біологічних особливостей даних рослин, які відрізняють їх від P. quinquefolia, зокрема – наявність дисків із калюсом на кінцях вусиків P. quinquefolia, які дають їм можливість чіплятись за будь-яку,
навіть гладку поверхню, і їх відсутність у P. inserta. При цьому варто відзначити, що такі диски на кінцях їх вусиків усе-ж формуються, але за умови, що вусик проникне в неосвітлене місце, на зразок щілини в стіні або тріщини в деревній корі [202]. Зважаючи на це, основним фактором, що призводить до появи таких дисків у P. inserta, Kerner (1887) вважав світло [179].

## Поширення
Природний ареал існування P. inserta простягається північніше та західніше ніж P. quinquefolia – від Пенсільванії, Техасу та Каліфорнії на північ до 50 ° східної широти в Онтаріо та Манітобі [23, 33, 202]
Поширений на сході і в центральних регіонах Північної Америки: південний схід Канади, східні і центральні США, схід Мексики, Гватемала; на захід до Манітоби, Південної Дакоти, Юти і Техасу.
Як декоративна рослина широко поширений по всьому світу.

## Опис
Детальне вивчення морфології свідчить про те, що крім форми дисків на кінцях вусиків, ці два види можна також відрізнити за розміром і
структурою суцвіть. Суцвіття P. quinquefolia зазвичай має від 25 до 200 і більше квіток. Первинна вісь, будучи зигзагоподібною, є суцільною через усе суцвіття, при цьому дихотомічне розгалуження обмежується бічними цимулами. В P. inserta суцвіття зазвичай має від 10 до 60 квіток і є двояким по всій довжині, без центральної осі. Додаткові відмінності існують у формі та глянцевості листків, розмірах плодів та кількості насіння на один плід [161, 2222].

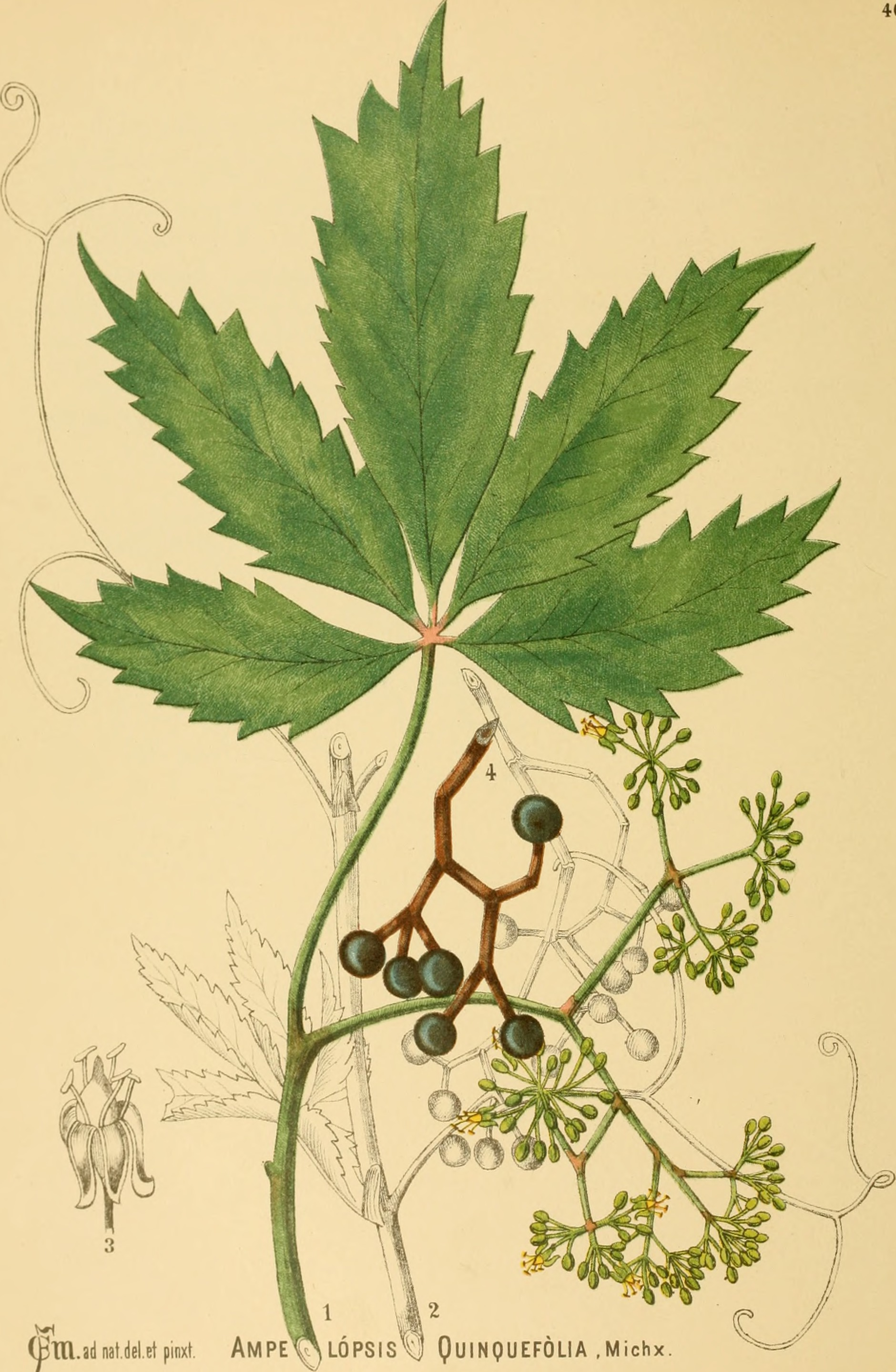
Ботанічне зображення з книги Чарльза Міллспо American medicinal plants, 1887

Деревна ліана, що лазить за допомогою вусиків і може досягати 12 м у висоту. Бруньки і молоді пагони червонуватого кольору. Молоді пагони опушені, спочатку зелені або жовтувато-коричневі, пізніше стають коричневими з блідими сочевичками (порами). Зріла кора сіро-коричнева, неопушена. Стебла можуть досягати майже 7,5 см у діаметрі, як правило, підіймаються на опору, хоча можуть повзати по землі. Листки чергові, пальчастоскладні, 4–10 см у довжину. Складаються з 5 лопатей, зрідка 4, рідше 3 або 7, середня лопать найбільша – до 15 см завдовжки та до 6 см завширшки, кінцеві лопаті найменші. Лопаті еліптичні за формою, майже ромбічні. Як правило, більш широкі посередині або над серединою, грубо зубчасті (принаймні, до половини верхівки лопаті), звужені до загостреноїверхівки і переважно клиноподібні біля основи, з коротким черешком або без нього. Листки зверху зазвичай тьмяно-зелені, хоча можуть бути блискучими,
рідко опушені вздовж жилок; нижня поверхня дещо світліша і зазвичай більш опушена. Навпроти листків розташовуються вусики, можуть мати 5-8 (12) розгалужень, кожне з яких до 3 см завдовжки. На їх кінцях розвиваються розширення у формі дисків із клейкою поверхнею, з допомогою якої P. quinquefolia може чіплятись за будь-яку, навіть гладку поверхню. Квітки є напівзонтиками – розгалуженими скупченнями (кластерами) довжиною від 7,5 до 15 см. Кластер зазвичай має чітко виражену центральну плодоніжку, яка може зигзагувати між основними гілками, і від 80 до 150 і більше квіток. Квітки завдовжки близько 0,6 см, зеленувато-жовтого кольору з 5 (зрідка 6) довгасто-еліптичними пелюстками, що мають кінчик у формі човна, які розширюючись, стають сильно зігнутими назад. У центрі однакова
кількість тичинок, кремово-жовтих зверху. Стебла квітки до 2–5 мм завдовжки, гладкі (рідко опушені), від зеленого до червонуватого кольору. У міру розвитку плодів, гілки суцвіть подовжуються і стають яскравочервоними. Плід – кругла синьо-чорна ягода діаметром близько 5–7 мм, що містить 2 або 3 насінини, дозріває в кінці літа [23, 192].
Швидкоросла ліана в природі досягає 20-30 м. Молоді пагони червонуваті, потім темно-зелені. Росте, піднімаючись по гладких поверхнях за допомогою вусиків з п'ятьма — вісьмома розгалуженнями, що закінчуються липкою подушечкою (присоскою) розміром 5 мм.
Листя складається з п'яти, рідше трьох (частіше у молодих пагонів) листочків. Листочки черешчаті яйцеподібні, прикріплені до одного центрального черешка. Верхівка листочка загострена, краї пилчасті. Листя зверху зелене, тьмяне; знизу — синювато-зелене, опущене. Восени набувають яскраво-червоного, багряного забарвлення на сонячній стороні і світло-жовтого в тіні.
Невеликі зеленуваті квітки зібрані в верхівці  суцвіття — сильно розгалужені волоті з чіткою центральною віссю, на якій знаходяться від 80 до 150 квіток. Цвіте пізньою весною.
Темно-сині, майже чорні плоди діаметром 5-7 мм дозрівають в кінці літа або на початку осені. Ягоди містять щавлеву кислоту, неїстівні для людини, але є їжею для птахів взимку.
Від близькоспорідненого виду —  дівочого винограду прикріпленого (Parthenocissus vitacea) — відрізняється наявністю присосок на кінці вусиків.

## Культивування
Вид застосовується у вертикальному озелененні для декорування стін, парканів та спеціальних опор. Особливо декоративним він виглядає восени, коли забарвлення його листків змінюється. [162].
Дівочий виноград п'ятилисточковий культивується по всьому світу як декоративна рослина для вертикального озеленення. Його найбільш відомі садові форми:
- Engelmannii — від природної форми відрізняється більш дрібними листочками, а також винятковою здатністю приклеюватися вусиками до об'єктів декорування. Пагони червонуваті, пізніше темно-зелені. Листя складні, пальчасті, листочки в кількості п'яти штук, широколанцетні до 12 см довжини і до 3 см ширини, темно-сизувато-зелені, восени фіолетові. Черешки до 15 см довжини, червонуваті. Росте швидко, до 1 м в рік. Особливо декоративний восени[2].
- Murorum — настінний сорт з вусиками, що має численні розгалуження з потовщеними «присосками», що дозволяє рослині прикріплятися до підвісної гладкої поверхні; крім того, ця форма більш густа і рівномірніше покриває об'єкти декорування. Восени її темно-зелене листя набуває багряного або пурпурового забарвлення. Менш морозостійкий, ніж основний вид[3].
- Troki — сорт з великим блискучим листям.
- Yellow Wall — велике матове зелене листя влітку стає яскраво-жовтими восени.
- Variegata — ряболистий сорт, що відрізняється помірним зростанням. Листя дрібне, складне, пальчате, листочки в кількості п'яти штук, білі з мармуровим краплистим малюнком, рідше листя з зеленими штрихами і більш-менш великими плямами[4].

## Галерея

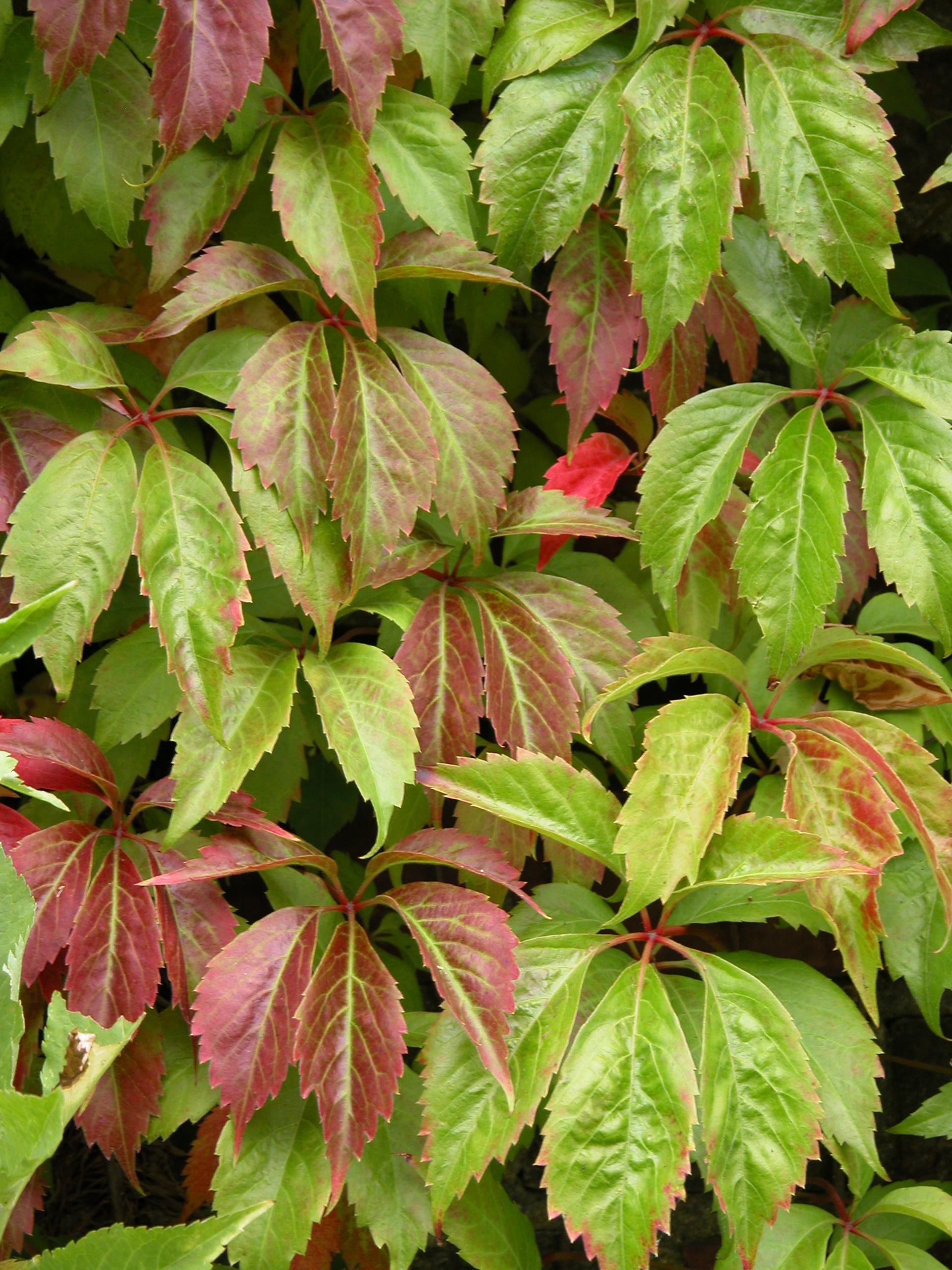
Листя дівочого винограду п'ятилисточкового
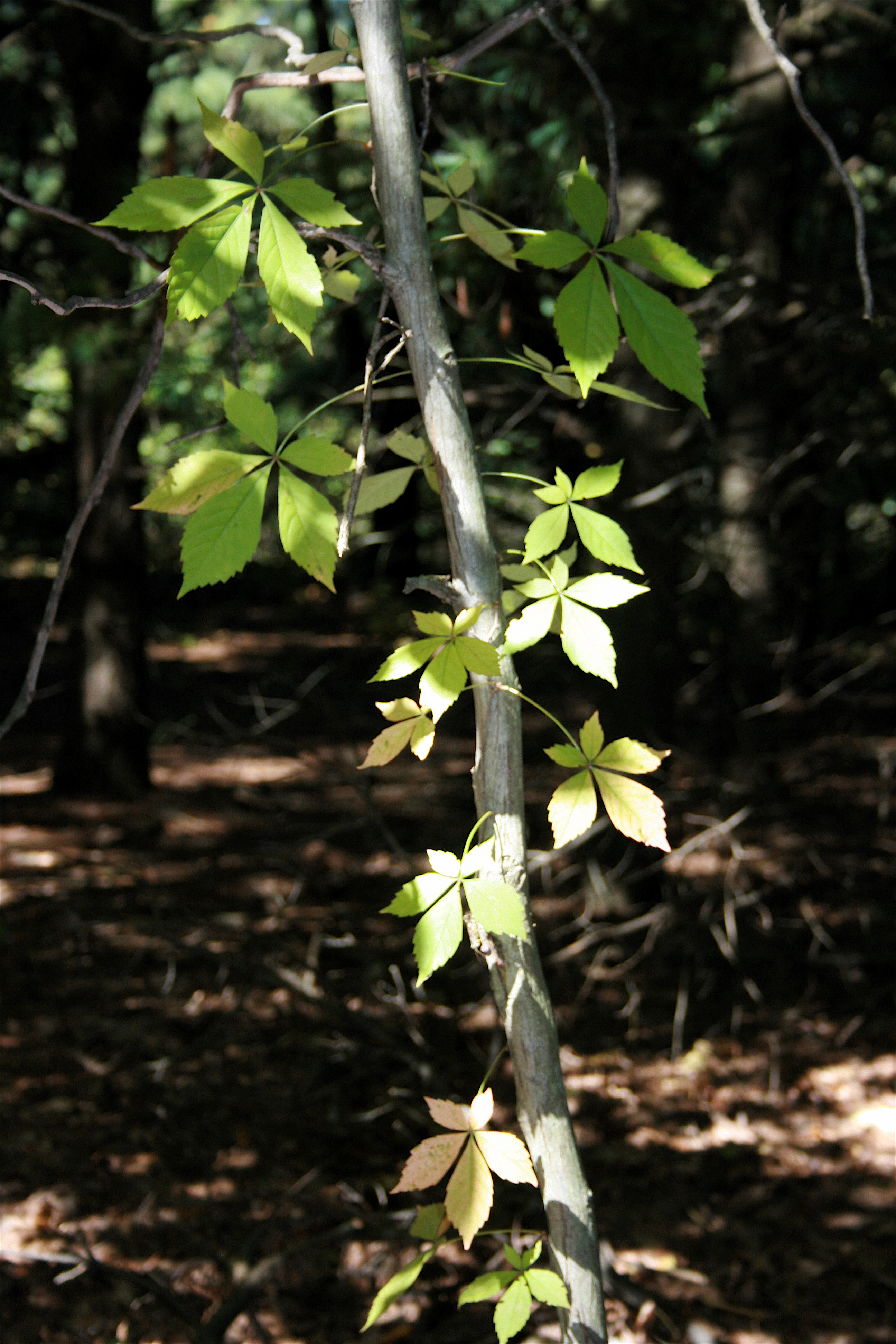
Каскадний стовбур ліани
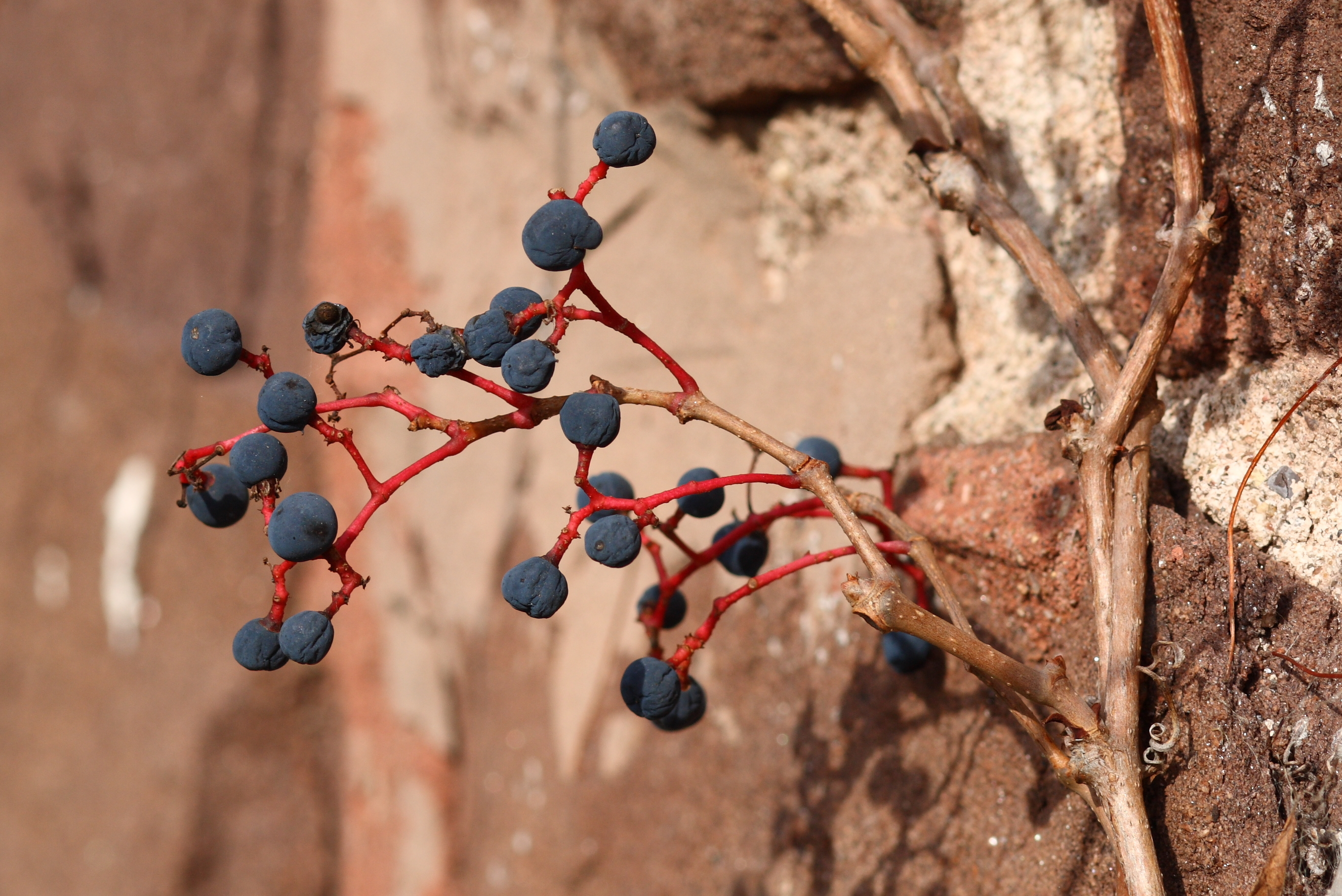
Ягоди після опадання листя восени.
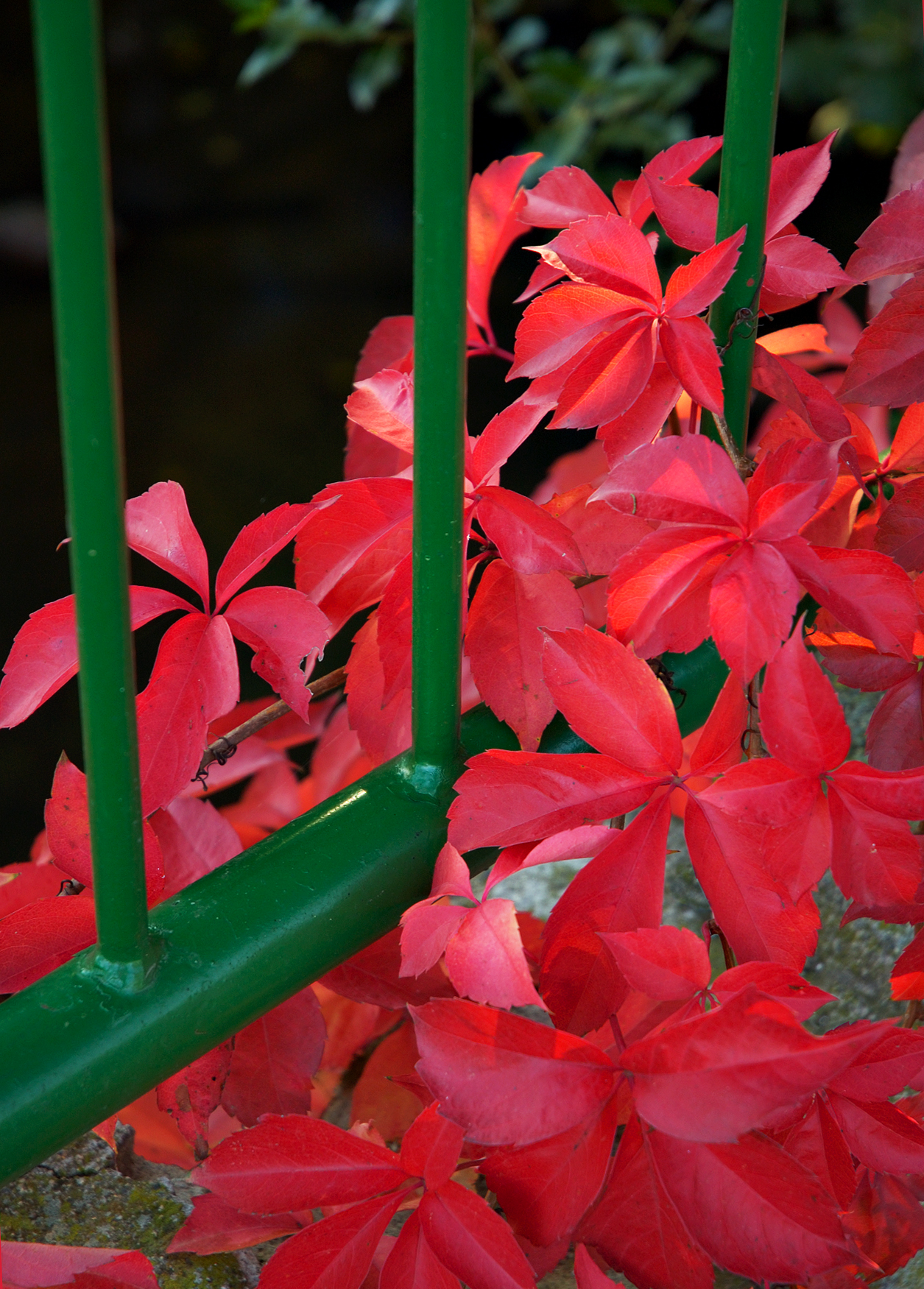
Осінні барви (Південна Франція).
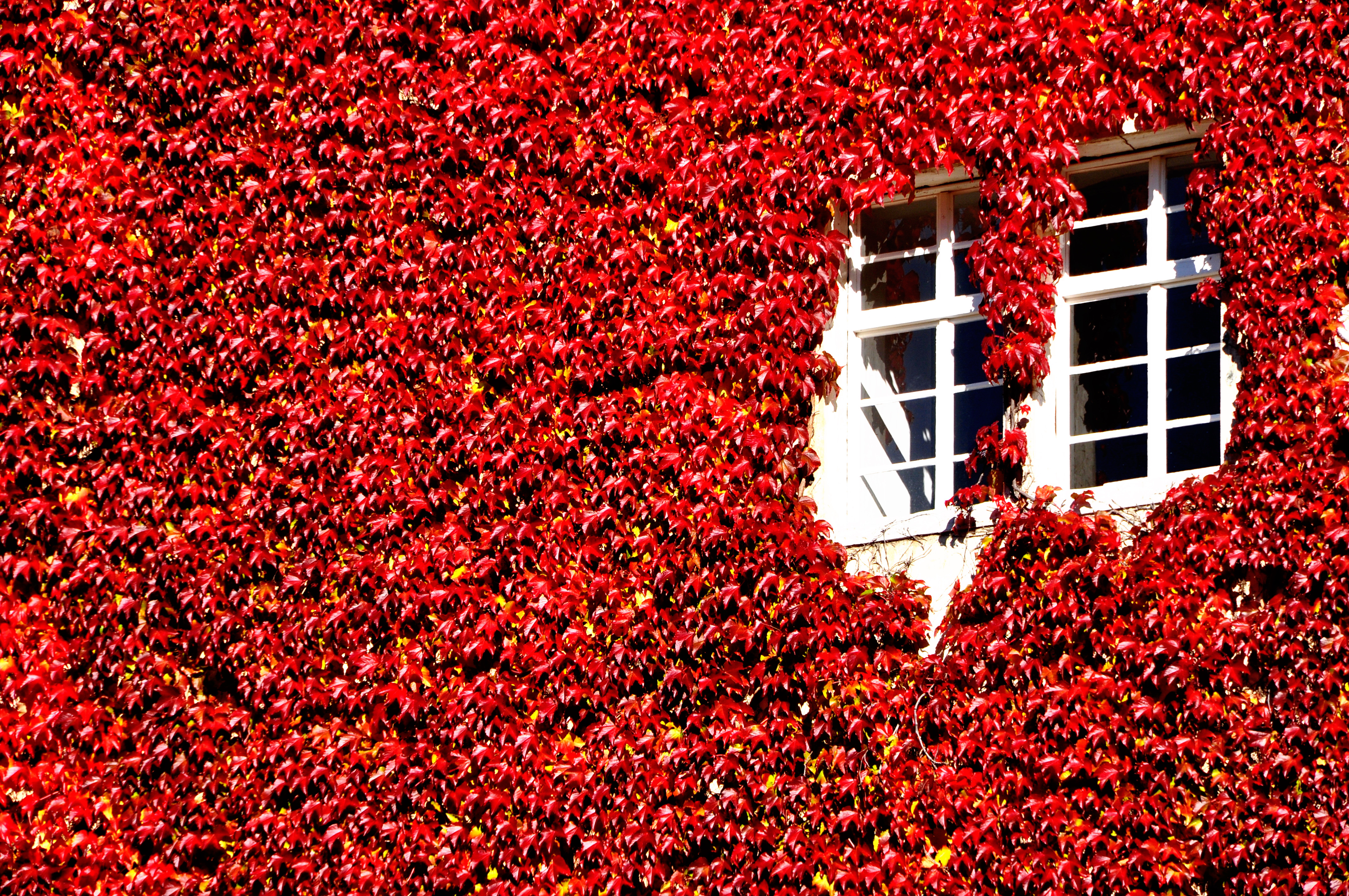
Осінні барви (Австрія).